# European Le Mans Series 2014
Jedenasty sezon European Le Mans Series, który rozpoczął się 19 kwietnia na torze Silverstone, gdzie seria towarzyszyła mistrzostwom FIA World Endurance Championship, a zakończyła się 19 października na torze Estoril. Poza rundą na torze Silverstone wszystkie rundy tej serii były samodzielnymi.

## Lista startowa
Przed sezonem ustalono, że będą uczestniczyć w tej serii 42 załogi.
| Zespół                    | Samochód                            | Silnik                 | Opona            | Nr | Kierowcy                  | Rundy     | Klasa |
| ------------------------- | ----------------------------------- | ---------------------- | ---------------- | -- | ------------------------- | --------- | ----- |
| Sebastien Loeb Racing     | Oreca 03                            | Nissan VK45DE 4.5 L V8 | M                | 24 | Vincent Capillaire        | 1-2, 4-5  | LMP 2 |
| Sebastien Loeb Racing     | Oreca 03                            | Nissan VK45DE 4.5 L V8 | M                | 24 | Jan Charouz               | 1-2       | LMP 2 |
| Sebastien Loeb Racing     | Oreca 03                            | Nissan VK45DE 4.5 L V8 | M                | 24 | Arthur Pic                | 4         | LMP 2 |
| Sebastien Loeb Racing     | Oreca 03                            | Nissan VK45DE 4.5 L V8 | M                | 24 | Andrea Roda               | 4         | LMP 2 |
| Sebastien Loeb Racing     | Oreca 03                            | Nissan VK45DE 4.5 L V8 | M                | 24 | Jimmy Eriksson            | 5         | LMP 2 |
| Sebastien Loeb Racing     | Audi R8 LMS ultra                   | Audi 5.2 L V10         | M                | 51 | Henry Hassid              | 1         | GTC   |
| Sebastien Loeb Racing     | Audi R8 LMS ultra                   | Audi 5.2 L V10         | M                | 51 | Mike Parisy               | 1         | GTC   |
| Sebastien Loeb Racing     | Audi R8 LMS ultra                   | Audi 5.2 L V10         | M                | 51 | Olivier Lombard           | 1         | GTC   |
| Greaves Motorsport        | Zytek Z11SN                         | Nissan VK45DE 4.5 L V8 | D                | 28 | James Littlejohn          | 1         | LMP 2 |
| Greaves Motorsport        | Zytek Z11SN                         | Nissan VK45DE 4.5 L V8 | D                | 28 | Tony Wells                | 1         | LMP 2 |
| Greaves Motorsport        | Zytek Z11SN                         | Nissan VK45DE 4.5 L V8 | D                | 28 | James Walker              | 1         | LMP 2 |
| Greaves Motorsport        | Zytek Z11SN                         | Nissan VK45DE 4.5 L V8 | D                | 28 | Luciano Bacheta           | 3-5       | LMP 2 |
| Greaves Motorsport        | Zytek Z11SN                         | Nissan VK45DE 4.5 L V8 | D                | 28 | Mark Szulszycki           | 3-5       | LMP 2 |
| Greaves Motorsport        | Zytek Z11SN                         | Nissan VK45DE 4.5 L V8 | D                | 41 | Tom Kimber-Smith          | 1-2       | LMP 2 |
| Greaves Motorsport        | Zytek Z11SN                         | Nissan VK45DE 4.5 L V8 | D                | 41 | Chris Dyson               | 1         | LMP 2 |
| Greaves Motorsport        | Zytek Z11SN                         | Nissan VK45DE 4.5 L V8 | D                | 41 | Mattew McMurry            | Wszystkie | LMP 2 |
| Greaves Motorsport        | Zytek Z11SN                         | Nissan VK45DE 4.5 L V8 | D                | 41 | Mark Patterson            | 3         | LMP 2 |
| Greaves Motorsport        | Zytek Z11SN                         | Nissan VK45DE 4.5 L V8 | D                | 41 | Johnny Mowlem             | 4         | LMP 2 |
| Greaves Motorsport        | Zytek Z11SN                         | Nissan VK45DE 4.5 L V8 | D                | 41 | Miguel Faisca             | 5         | LMP 2 |
| Greaves Motorsport        | Zytek Z11SN                         | Nissan VK45DE 4.5 L V8 | D                | 41 | James Fletcher            | 5         | LMP 2 |
| Pegasus Racing            | Morgan LMP2                         | Nissan VK45DE 4.5 L V8 | D                | 29 | Julien Schell             | Wszystkie | LMP 2 |
| Pegasus Racing            | Morgan LMP2                         | Nissan VK45DE 4.5 L V8 | D                | 29 | Nicolas Leutwiler         | Wszystkie | LMP 2 |
| Pegasus Racing            | Morgan LMP2                         | Nissan VK45DE 4.5 L V8 | D                | 29 | Jonathan Coleman          | Wszystkie | LMP 2 |
| Signatech Alpine          | Alpine (Oreca 03)                   | Nissan VK45DE 4.5 L V8 |                  | 36 | Nelson Panciatici         | Wszystkie | LMP 2 |
| Signatech Alpine          | Alpine (Oreca 03)                   | Nissan VK45DE 4.5 L V8 | Paul-Loup Chatin | 36 | Wszystkie                 |           | LMP 2 |
| Signatech Alpine          | Alpine (Oreca 03)                   | Nissan VK45DE 4.5 L V8 | Oliver Webb      | 36 | Wszystkie                 |           | LMP 2 |
| Race Performance          | Oreca 03                            | Judd HK 3.6 L V8       | D                | 34 | Michel Frey               | Wszystkie | LMP 2 |
| Race Performance          | Oreca 03                            | Judd HK 3.6 L V8       | D                | 34 | Franck Mailleux           | Wszystkie | LMP 2 |
| Race Performance          | Oreca 03                            | Judd HK 3.6 L V8       | D                | 34 | Patric Niederhauser       | 5         | LMP 2 |
| Jota Sport                | Zytek Z11SN                         | Nissan VK45DE 4.5 L V8 | D                | 38 | Harry Tincknell           | Wszystkie | LMP 2 |
| Jota Sport                | Zytek Z11SN                         | Nissan VK45DE 4.5 L V8 | D                | 38 | Simon Dolan               | Wszystkie | LMP 2 |
| Jota Sport                | Zytek Z11SN                         | Nissan VK45DE 4.5 L V8 | D                | 38 | Filipe Albuquerque        | Wszystkie | LMP 2 |
| Newblood by Morand Racing | Morgan LMP2                         | Judd HK 3.6 L V8       | D                | 43 | Christian Klien           | Wszystkie | LMP 2 |
| Newblood by Morand Racing | Morgan LMP2                         | Judd HK 3.6 L V8       | D                | 43 | Gary Hirsch               | Wszystkie | LMP 2 |
| Newblood by Morand Racing | Morgan LMP2                         | Judd HK 3.6 L V8       | D                | 43 | Romain Brandela           | 1-2       | LMP 2 |
| Newblood by Morand Racing | Morgan LMP2                         | Judd HK 3.6 L V8       | D                | 43 | Pierre Ragues             | 3-5       | LMP 2 |
| Thiriet by TDS Racing     | Morgan LMP2                         | Nissan VK45DE 4.5 L V8 | D                | 46 | Pierre Thiriet            | 1-2       | LMP 2 |
| Thiriet by TDS Racing     | Morgan LMP2                         | Nissan VK45DE 4.5 L V8 | D                | 46 | Ludovic Badey             | 1-2       | LMP 2 |
| Thiriet by TDS Racing     | Morgan LMP2                         | Nissan VK45DE 4.5 L V8 | D                | 46 | Tristan Gommendy          | 1-2       | LMP 2 |
| Thiriet by TDS Racing     | Ligier JS P2                        | Nissan VK45DE 4.5 L V8 | D                | 46 | Pierre Thiriet            | 3-5       | LMP 2 |
| Thiriet by TDS Racing     | Ligier JS P2                        | Nissan VK45DE 4.5 L V8 | D                | 46 | Ludovic Badey             | 3-5       | LMP 2 |
| Thiriet by TDS Racing     | Ligier JS P2                        | Nissan VK45DE 4.5 L V8 | D                | 46 | Tristan Gommendy          | 3-5       | LMP 2 |
| Murphy Prototypes         | Oreca 03                            | Nissan VK45DE 4.5 L V8 | D                | 48 | Karun Chandhok            | 1-2       | LMP 2 |
| Murphy Prototypes         | Oreca 03                            | Nissan VK45DE 4.5 L V8 | D                | 48 | Rodolfo González          | 1-2, 4    | LMP 2 |
| Murphy Prototypes         | Oreca 03                            | Nissan VK45DE 4.5 L V8 | D                | 48 | Alex Kapadia              | 1         | LMP 2 |
| Murphy Prototypes         | Oreca 03                            | Nissan VK45DE 4.5 L V8 | D                | 48 | Nathanaël Berthon         | 2, 4      | LMP 2 |
| Murphy Prototypes         | Oreca 03                            | Nissan VK45DE 4.5 L V8 | D                | 48 | Pipo Derani               | 4-5       | LMP 2 |
| Murphy Prototypes         | Oreca 03                            | Nissan VK45DE 4.5 L V8 | D                | 48 | James Littlejohn          | 5         | LMP 2 |
| Murphy Prototypes         | Oreca 03                            | Nissan VK45DE 4.5 L V8 | D                | 48 | Tony Wells                | 5         | LMP 2 |
| Larbre Competition        | Morgan LMP2                         | Judd HK 3.6 L V8       | D                | 50 | Jacques Nicolet           | 1         | LMP 2 |
| Larbre Competition        | Morgan LMP2                         | Judd HK 3.6 L V8       | D                | 50 | Keiko Ihara               | 1         | LMP 2 |
| AF Corse                  | Ferrari F458 Italia                 | Ferrari 4.5 L V8       | M                | 54 | Piergiuseppe Perazzini    | Wszystkie | LMGTE |
| AF Corse                  | Ferrari F458 Italia                 | Ferrari 4.5 L V8       | M                | 54 | Marco Cioci               | Wszystkie | LMGTE |
| AF Corse                  | Ferrari F458 Italia                 | Ferrari 4.5 L V8       | M                | 54 | Michael Lyons             | Wszystkie | LMGTE |
| AF Corse                  | Ferrari F458 Italia                 | Ferrari 4.5 L V8       | M                | 55 | Duncan Cameron            | Wszystkie | LMGTE |
| AF Corse                  | Ferrari F458 Italia                 | Ferrari 4.5 L V8       | M                | 55 | Matt Griffin              | Wszystkie | LMGTE |
| AF Corse                  | Ferrari F458 Italia                 | Ferrari 4.5 L V8       | M                | 55 | Michele Rugolo            | 1, 3-5    | LMGTE |
| AF Corse                  | Ferrari F458 Italia                 | Ferrari 4.5 L V8       | M                | 55 | Mirko Venturi             | 2         | LMGTE |
| AF Corse                  | Ferrari F458 Italia                 | Ferrari 4.5 L V8       | M                | 65 | Peter Mann                | 2         | LMGTE |
| AF Corse                  | Ferrari F458 Italia                 | Ferrari 4.5 L V8       | M                | 65 | Lorenzo Casè              | 2         | LMGTE |
| AF Corse                  | Ferrari F458 Italia                 | Ferrari 4.5 L V8       | M                | 65 | Raffaele Gianmaria        | 2         | LMGTE |
| AF Corse                  | Ferrari F458 Italia                 | Ferrari 4.5 L V8       | M                | 70 | Yannick Mallégol          | 3-5       | LMGTE |
| AF Corse                  | Ferrari F458 Italia                 | Ferrari 4.5 L V8       | M                | 70 | François Perrodo          | 3-5       | LMGTE |
| AF Corse                  | Ferrari F458 Italia                 | Ferrari 4.5 L V8       | M                | 70 | Emmanuel Collard          | 3-5       | LMGTE |
| AF Corse                  | Ferrari 458 Italia GT3              | Ferrari 4.5 L V8       | M                | 62 | Yannick Mallégol          | 1-2       | GTC   |
| AF Corse                  | Ferrari 458 Italia GT3              | Ferrari 4.5 L V8       | M                | 62 | Howard Blank              | 1-2       | GTC   |
| AF Corse                  | Ferrari 458 Italia GT3              | Ferrari 4.5 L V8       | M                | 62 | Jean-Marc Bachelier       | 1-2       | GTC   |
| AF Corse                  | Ferrari 458 Italia GT3              | Ferrari 4.5 L V8       | M                | 63 | Mads Radsmussen           | Wszystkie | GTC   |
| AF Corse                  | Ferrari 458 Italia GT3              | Ferrari 4.5 L V8       | M                | 63 | Dennis Lind               | 1,3       | GTC   |
| AF Corse                  | Ferrari 458 Italia GT3              | Ferrari 4.5 L V8       | M                | 63 | Ilja Miełnikow            | 2         | GTC   |
| AF Corse                  | Ferrari 458 Italia GT3              | Ferrari 4.5 L V8       | M                | 63 | Filipe Barreiros          | 4-5       | GTC   |
| AF Corse                  | Ferrari 458 Italia GT3              | Ferrari 4.5 L V8       | M                | 94 | Thomas Flohr              | 2, 4      | GTC   |
| AF Corse                  | Ferrari 458 Italia GT3              | Ferrari 4.5 L V8       | M                | 94 | Francesco Castellacci     | 2, 4      | GTC   |
| AF Corse                  | Ferrari 458 Italia GT3              | Ferrari 4.5 L V8       | M                | 94 | Andrea Rizzoli            | 4         | GTC   |
| AF Corse                  | Ferrari 458 Italia GT3              | Ferrari 4.5 L V8       | M                | 95 | Adrien de Leener          | Wszystkie | GTC   |
| AF Corse                  | Ferrari 458 Italia GT3              | Ferrari 4.5 L V8       | M                | 95 | Cédric Sbirrazzuoli       | Wszystkie | GTC   |
| AT Racing                 | Ferrari F458 Italia                 | Ferrari 4.5 L V8       | M                | 56 | Aleksander Talkanista Jr. | 1-3, 5    | LMGTE |
| AT Racing                 | Ferrari F458 Italia                 | Ferrari 4.5 L V8       | M                | 56 | Aleksander Talkanista     | Wszystkie | LMGTE |
| AT Racing                 | Ferrari F458 Italia                 | Ferrari 4.5 L V8       | M                | 56 | Pierre Kaffer             | Wszystkie | LMGTE |
| AT Racing                 | Ferrari F458 Italia                 | Ferrari 4.5 L V8       | M                | 56 | Mirko Venturi             | 4         | LMGTE |
| SMP Racing                | Ferrari 458 Italia GT3              | Ferrari 4.5 L V8       | M                | 57 | Boris Rotenberg           | 2-5       | GTC   |
| SMP Racing                | Ferrari 458 Italia GT3              | Ferrari 4.5 L V8       | M                | 57 | Mika Salo                 | 2-5       | GTC   |
| SMP Racing                | Ferrari 458 Italia GT3              | Ferrari 4.5 L V8       | M                | 57 | Maurizio Mediani          | 2-5       | GTC   |
| SMP Racing                | Ferrari 458 Italia GT3              | Ferrari 4.5 L V8       | M                | 71 | Kiriłł Ładygin            | Wszystkie | GTC   |
| SMP Racing                | Ferrari 458 Italia GT3              | Ferrari 4.5 L V8       | M                | 71 | Aleksiej Basow            | Wszystkie | GTC   |
| SMP Racing                | Ferrari 458 Italia GT3              | Ferrari 4.5 L V8       | M                | 71 | Luca Persiani             | Wszystkie | GTC   |
| SMP Racing                | Ferrari 458 Italia GT3              | Ferrari 4.5 L V8       | M                | 73 | Olivier Beretta           | Wszystkie | GTC   |
| SMP Racing                | Ferrari 458 Italia GT3              | Ferrari 4.5 L V8       | M                | 73 | Dewi Markozow             | Wszystkie | GTC   |
| SMP Racing                | Ferrari 458 Italia GT3              | Ferrari 4.5 L V8       | M                | 73 | Anton Ładygin             | Wszystkie | GTC   |
| SMP Racing                | Ferrari F458 Italia                 | Ferrari 4.5 L V8       | M                | 72 | Andrea Bertolini          | Wszystkie | LMGTE |
| SMP Racing                | Ferrari F458 Italia                 | Ferrari 4.5 L V8       | M                | 72 | Siergiej Złobin           | Wszystkie | LMGTE |
| SMP Racing                | Ferrari F458 Italia                 | Ferrari 4.5 L V8       | M                | 72 | Wiktor Szajtar            | Wszystkie | LMGTE |
| Team Sofrev ASP           | Ferrari F458 Italia                 | Ferrari 4.5 L V8       | M                | 58 | Fabien Barthez            | Wszystkie | LMGTE |
| Team Sofrev ASP           | Ferrari F458 Italia                 | Ferrari 4.5 L V8       | M                | 58 | Anthony Pons              | Wszystkie | LMGTE |
| Team Sofrev ASP           | Ferrari F458 Italia                 | Ferrari 4.5 L V8       | M                | 58 | Soheil Ayari              | Wszystkie | LMGTE |
| Team Sofrev ASP           | Ferrari 458 Italia GT3              | Ferrari 4.5 L V8       | M                | 59 | Christophe Bourret        | Wszystkie | GTC   |
| Team Sofrev ASP           | Ferrari 458 Italia GT3              | Ferrari 4.5 L V8       | M                | 59 | Jean-Philippe Belloc      | Wszystkie | GTC   |
| Team Sofrev ASP           | Ferrari 458 Italia GT3              | Ferrari 4.5 L V8       | M                | 59 | Pascal Gibon              | 1-2, 4-5  | GTC   |
| Team Sofrev ASP           | Ferrari 458 Italia GT3              | Ferrari 4.5 L V8       | M                | 59 | Jean Luc Beaubelique      | 3         | GTC   |
| Formula Racing            | Ferrari 458 Italia GT3              | Ferrari 4.5 L V8       | M                | 60 | Jan Magnussen             | 1, 3-5    | GTC   |
| Formula Racing            | Ferrari 458 Italia GT3              | Ferrari 4.5 L V8       | M                | 60 | Johnny Laursen            | Wszystkie | GTC   |
| Formula Racing            | Ferrari 458 Italia GT3              | Ferrari 4.5 L V8       | M                | 60 | Mikkel Mac                | Wszystkie | GTC   |
| Formula Racing            | Ferrari 458 Italia GT3              | Ferrari 4.5 L V8       | M                | 60 | Andrea Piccini            | 2         | GTC   |
| JMW Motorsport            | Ferrari F458 Italia                 | Ferrari 4.5 L V8       | D                | 66 | Daniel McKenzie           | Wszystkie | LMGTE |
| JMW Motorsport            | Ferrari F458 Italia                 | Ferrari 4.5 L V8       | D                | 66 | George Richardson         | Wszystkie | LMGTE |
| JMW Motorsport            | Ferrari F458 Italia                 | Ferrari 4.5 L V8       | D                | 66 | Daniel Zampieri           | 1-2, 5    | LMGTE |
| JMW Motorsport            | Ferrari F458 Italia                 | Ferrari 4.5 L V8       | D                | 66 | Robert Bell               | 3         | LMGTE |
| JMW Motorsport            | Ferrari F458 Italia                 | Ferrari 4.5 L V8       | D                | 66 | James Walker              | 4         | LMGTE |
| Prospeed Competition      | Porsche GT3-R                       | Porsche 4.0 L Flat-6   | M                | 75 | Paul van Splunteren       | 1–2       | GTC   |
| Prospeed Competition      | Porsche GT3-R                       | Porsche 4.0 L Flat-6   | M                | 75 | Maxime Soulet             | 1–2,5     | GTC   |
| Prospeed Competition      | Porsche GT3-R                       | Porsche 4.0 L Flat-6   | M                | 75 | Gilles Vannelet           | Wszystkie | GTC   |
| Prospeed Competition      | Porsche GT3-R                       | Porsche 4.0 L Flat-6   | M                | 75 | Mike Parisy               | 3-4       | GTC   |
| Prospeed Competition      | Porsche GT3-R                       | Porsche 4.0 L Flat-6   | M                | 75 | Max van Splunteren        | 3–5       |       |
| IMSA Performance Matmut   | Porsche 911 GT3 RSR                 | Porsche 4.0 L Flat-6   | M                | 67 | Erik Maris                | Wszystkie | LMGTE |
| IMSA Performance Matmut   | Porsche 911 GT3 RSR                 | Porsche 4.0 L Flat-6   | M                | 67 | Jean-Marc Merlin          | Wszystkie | LMGTE |
| IMSA Performance Matmut   | Porsche 911 GT3 RSR                 | Porsche 4.0 L Flat-6   | M                | 67 | Éric Hélary               | Wszystkie | LMGTE |
| IMSA Performance Matmut   | Porsche 911 GT3 RSR                 | Porsche 4.0 L Flat-6   | M                | 76 | Raymond Narac             | Wszystkie | LMGTE |
| IMSA Performance Matmut   | Porsche 911 GT3 RSR                 | Porsche 4.0 L Flat-6   | M                | 76 | Nicolas Armindo           | Wszystkie | LMGTE |
| IMSA Performance Matmut   | Porsche 911 GT3 RSR                 | Porsche 4.0 L Flat-6   | M                | 76 | David Hallyday            | 1-2       | LMGTE |
| IMSA Performance Matmut   | Porsche 911 GT3 RSR                 | Porsche 4.0 L Flat-6   | M                | 76 | Christina Nielsen         | 3-5       | LMGTE |
| Proton Competition        | Porsche 911 GT3 RSR                 | Porsche 4.0 L Flat-6   | M                | 77 | Horst Felbermayr Sr       | 3         | LMGTE |
| Proton Competition        | Porsche 911 GT3 RSR                 | Porsche 4.0 L Flat-6   | M                | 77 | Horst Felbermayr Jr       | 3         | LMGTE |
| Proton Competition        | Porsche 911 GT3 RSR                 | Porsche 4.0 L Flat-6   | M                | 77 | Richard Lietz             | 3         | LMGTE |
| Team Russia by Barwell    | BMW Z4 GT3                          | BMW 4.4 L V8           | M                | 78 | Leo Maczicki              | Wszystkie | GTC   |
| Team Russia by Barwell    | BMW Z4 GT3                          | BMW 4.4 L V8           | M                | 78 | Timur Sardarow            | Wszystkie | GTC   |
| Team Russia by Barwell    | BMW Z4 GT3                          | BMW 4.4 L V8           | M                | 78 | Jonathan Cocker           | Wszystkie | GTC   |
| Kessel Racing             | Ferrari F458 Italia                 | Ferrari 4.5 L V8       | M                | 80 | Michał Broniszewski       | 1-2, 4-5  | LMGTE |
| Kessel Racing             | Ferrari F458 Italia                 | Ferrari 4.5 L V8       | M                | 80 | Giacomo Piccini           | 1-2, 4-5  | LMGTE |
| Kessel Racing             | Ferrari F458 Italia                 | Ferrari 4.5 L V8       | M                | 81 | Thomas Kemenator          | 1-4       | LMGTE |
| Kessel Racing             | Ferrari F458 Italia                 | Ferrari 4.5 L V8       | M                | 81 | Matteo Cressoni           | 1-4       | LMGTE |
| Crubile Sport             | Porsche 911 GT3 RSR                 | Porsche 4.0 L Flat-6   | M                | 82 | François Perrodo          | 1-2       | LMGTE |
| Crubile Sport             | Porsche 911 GT3 RSR                 | Porsche 4.0 L Flat-6   | M                | 82 | Emmanuel Collard          | 1-2       | LMGTE |
| Crubile Sport             | Porsche 911 GT3 RSR                 | Porsche 4.0 L Flat-6   | M                | 82 | Sébastien Crubilé         | 1-2       | LMGTE |
| Gulf Racing UK            | Aston Martin V8 Vantage GTE         | Aston Martin 4.5 L V8  | M                | 85 | Roald Goethe              | Wszystkie | LMGTE |
| Gulf Racing UK            | Aston Martin V8 Vantage GTE         | Aston Martin 4.5 L V8  | M                | 85 | Stuart Hall               | Wszystkie | LMGTE |
| Gulf Racing UK            | Aston Martin V8 Vantage GTE         | Aston Martin 4.5 L V8  | M                | 85 | Daniel Brown              | Wszystkie | LMGTE |
| Gulf Racing UK            | Porsche 911 GT3 RSR Porsche 911 RSR | Porsche 4.0 L Flat-6   | M                | 86 | Michael Wainwright        | Wszystkie | LMGTE |
| Gulf Racing UK            | Porsche 911 GT3 RSR Porsche 911 RSR | Porsche 4.0 L Flat-6   | M                | 86 | Adam Carroll              | Wszystkie | LMGTE |
| Gulf Racing UK            | Porsche 911 GT3 RSR Porsche 911 RSR | Porsche 4.0 L Flat-6   | M                | 86 | Ben Barker                | 1-2, 4-5  | LMGTE |
| Gulf Racing UK            | Porsche 911 GT3 RSR Porsche 911 RSR | Porsche 4.0 L Flat-6   | M                | 86 | Michael Meadows           | 3         | LMGTE |
| BMW Sport Trophy Marc VDS | BMW Z4 GT3                          | BMW 4.4 L V8           | M                | 87 | Bas Leinders              | 5         | GTC   |
| BMW Sport Trophy Marc VDS | BMW Z4 GT3                          | BMW 4.4 L V8           | M                | 87 | Markus Palttala           | 5         | GTC   |
| BMW Sport Trophy Marc VDS | BMW Z4 GT3                          | BMW 4.4 L V8           | M                | 87 | Henry Hassid              | 5         | GTC   |
| Team Ombra                | Ferrari 458 Italia GT3              | Ferrari 4.5 L V8       | M                | 92 | Mario Cordoni             | 4-5       | GTC   |
| Team Ombra                | Ferrari 458 Italia GT3              | Ferrari 4.5 L V8       | M                | 92 | Marco Zanuttini           | 4-5       | GTC   |
| Team Ombra                | Ferrari 458 Italia GT3              | Ferrari 4.5 L V8       | M                | 92 | Andrea Montermini         | 5         | GTC   |
| Pro GT by Almeras         | Porsche 997 GT3-R                   | Porsche 4.0 L Flat-6   | M                | 93 | Franck Perera             | 1-4       | GTC   |
| Pro GT by Almeras         | Porsche 997 GT3-R                   | Porsche 4.0 L Flat-6   | M                | 93 | Lucas Lasserre            | 1-2, 4    | GTC   |
| Pro GT by Almeras         | Porsche 997 GT3-R                   | Porsche 4.0 L Flat-6   | M                | 93 | Eric Dermont              | 1-2, 4    | GTC   |
| Pro GT by Almeras         | Porsche 997 GT3-R                   | Porsche 4.0 L Flat-6   | M                | 93 | Matthieu Vaxivière        | 3         | GTC   |
| Pro GT by Almeras         | Porsche 997 GT3-R                   | Porsche 4.0 L Flat-6   | M                | 93 | Henri Hassid              | 3         | GTC   |
| Team Ukraine              | Ferrari 458 Italia GT3              | Ferrari 4.5 L V8       | M                | 96 | Andrij Krugłyk            | 1         | GTC   |
| Team Ukraine              | Ferrari 458 Italia GT3              | Ferrari 4.5 L V8       | M                | 96 | Siergiej Czukanow         | 1         | GTC   |
| Team Ukraine              | Ferrari 458 Italia GT3              | Ferrari 4.5 L V8       | M                | 96 | Alessandro Pier Guidi     | 1         | GTC   |
| ART Grand Prix            | McLaren MP4-12C GT3                 | McLaren 3.8 L Turbo V8 | M                | 98 | Grégoire Demoustier       | Wszystkie | GTC   |
| ART Grand Prix            | McLaren MP4-12C GT3                 | McLaren 3.8 L Turbo V8 | M                | 98 | Kevin Korjus              | Wszystkie | GTC   |
| ART Grand Prix            | McLaren MP4-12C GT3                 | McLaren 3.8 L Turbo V8 | M                | 98 | Yann Goudy                | Wszystkie | GTC   |
| ART Grand Prix            | McLaren MP4-12C GT3                 | McLaren 3.8 L Turbo V8 | M                | 99 | Ricardo Gonzalez          | Wszystkie | GTC   |
| ART Grand Prix            | McLaren MP4-12C GT3                 | McLaren 3.8 L Turbo V8 | M                | 99 | Karim Ajlani              | Wszystkie | GTC   |
| ART Grand Prix            | McLaren MP4-12C GT3                 | McLaren 3.8 L Turbo V8 | M                | 99 | Alex Brundle              | Wszystkie | GTC   |

## Wyniki
| Runda | Tor         | Data            | Pole Position (zespół)                         | Najszybsze okrążenie (zespół)                  | Zwycięzca (zespół)                             | Wyniki |
| Runda | Tor         | Data            | Pole Position (kierowcy)                       | Najszybsze okrążenie (kierowcy)                | Zwycięzca (kierowcy)                           | Wyniki |
| ----- | ----------- | --------------- | ---------------------------------------------- | ---------------------------------------------- | ---------------------------------------------- | ------ |
| 1     | Silverstone | 19 kwietnia     | Jota Sport                                     | Murphy Prototypes                              | Thiriet by TDS Racing                          | Wyniki |
| 1     | Silverstone | 19 kwietnia     | Simon Dolan Harry Tincknell Filipe Albuquerque | Karun Chandhok Rodolfo González Alex Kapadia   | Pierre Thiriet Ludovic Badey Tristan Gommendy  | Wyniki |
| 2     | Imola       | 18 maja         | Jota Sport                                     | Jota Sport                                     | Jota Sport                                     | Wyniki |
| 2     | Imola       | 18 maja         | Simon Dolan Harry Tincknell Filipe Albuquerque | Simon Dolan Harry Tincknell Filipe Albuquerque | Simon Dolan Harry Tincknell Filipe Albuquerque | Wyniki |
| 3     | Red Bull    | 20 lipca        | Jota Sport                                     | Race Performance                               | Signatech Alpine                               | Wyniki |
| 3     | Red Bull    | 20 lipca        | Simon Dolan Harry Tincknell Filipe Albuquerque | Michel Frey Franck Mailleux                    | Nelson Panciatici Oliver Webb Paul-Loup Chatin | Wyniki |
| 4     | Paul Ricard | 14 września     | Murphy Prototypes                              | Signatech – Alpine                             | Newblood by Morand Racing                      | Wyniki |
| 4     | Paul Ricard | 14 września     | Rodolfo González Nathanaël Berthon Pipo Derani | Nelson Panciatici Oliver Webb Paul-Loup Chatin | Christian Klien Gary Hirsch Pierre Ragues      | Wyniki |
| 5     | Estoril     | 19 października | Jota Sport                                     | Murphy Prototypes                              | Sebastien Loeb Racing                          | Wyniki |
| 5     | Estoril     | 19 października | Simon Dolan Harry Tincknell Filipe Albuquerque | Pipo Derani James Littlejohn Tony Wells        | Vincent Capillaire Jimmy Eriksson              | Wyniki |